# Rio Sankuru
O rio Sankuru (no seu curso superior também conhecido como Lubilash) é um dos principais rios da República Democrática do Congo. Tem 1200 km de extensão, sendo afluente do rio Cassai. A sua vazão média na foz é de 4300 m3/s e sua bacia hidrográfica tem 155 750 km2 de área.